# Cantón de La Motte-Chalancon
El cantón de La Motte-Chalancon era una división administrativa francesa, que estaba situada en el departamento de Drôme y la región de Ródano-Alpes.

## Composición
El cantón estaba formado por trece comunas:
- Arnayon
- Bellegarde-en-Diois
- Brette
- Chalancon
- Establet
- Gumiane
- La Motte-Chalancon
- Pradelle
- Rochefourchat
- Rottier
- Saint-Dizier-en-Diois
- Saint-Nazaire-le-Désert
- Volvent

## Supresión del cantón de La Motte-Chalancon
En aplicación del Decreto n.º 2014-191 de 20 de febrero de 2014, el cantón de La Motte-Chalancon fue suprimido el 22 de marzo de 2015 y sus 13 comunas pasaron a formar parte del nuevo cantón de Diois.